# Chutes Bear Creek
Pour les articles homonymes, voir Bear Creek.
Les chutes Bear Creek (en anglais : Bear Creek Falls) sont des chutes d'eau du comté d'Ouray, dans le Colorado, aux États-Unis. Ces chutes formées par la Bear Creek relèvent de la forêt nationale d'Uncompahgre.